# Bataille de Cloyd's Mountain
Guerre de Sécession
Batailles
- Cloyd's Mountain
- Cove Mountain

La bataille de Cloyd's Mountain est une victoire de l'Union dans l'ouest de la Virginie, le 9 mai 1864 qui permet aux forces de l'Union de détruire la dernière ligne reliant le Tennessee à la Virginie.

## Contexte
Le brigadier-général George Crook commande l'armée de la Virginie-Occidentale de l'Union, composée de trois brigades de la division de la Kanawha. Quand Ulysses S. Grant lance son offensive au printemps 1864, deux armées de l'Union marchent vers Richmond et une troisième se déplace dans la vallée de la Shenandoah. Les troupes de Crook participent également à l'offensive et commencent à marcher à travers les Appalaches dans le sud-ouest de la Virginie. Son objectif est de détruire le chemin de fer de Virginie et du Tennessee, en collaboration avec l'offensive de William W. Averell, qui a des objectifs similaires. Le brigadier général Albert G. Jenkins commande les quelques unités confédérées éparpillées qui protègent les lignes de chemin de fer. Il prend seulement son commandement la veille du jour où l'armée de Crook commence l'approche de la voie ferrée.
Néanmoins, Jenkins est un soldat expérimenté. Au cours de la campagne de Gettysburg de 1863, la brigade de Jenkins a formé un écran de cavalerie pour le deuxième corps de Richard S. Ewell. Jenkins a mené ses hommes à travers la vallée de la Cumberland en Pennsylvanie et a capturé Chambersburg, brûlant les structures de chemin de fer et les ponts à proximité. Il a accompagné la colonne d'Ewell de Carlisle, faisant brièvement une escarmouche avec la milice de l'Union lors de la bataille de Sporting Hill (en) près de Harrisburg. Au cours de la bataille de Gettysburg, Jenkins a été blessé, le 2 juillet, et a raté le dernier jour du combat. Il ne s'est remis pour rejoindre son commandement qu'à l'automne. Jenkins a passé la première partie de 1864 à lever et organiser une grande force de cavalerie pour servir dans l'ouest de la Virginie. En mai, il est nommé commandant du département de Virginie-Occidentale avec ses quartiers-généraux à Dublin.

## Bataille
Jenkins, après avoir décidé de faire une halte à Cloyd's Mountain, met en place une solide position défensive. Quand Crook arrive, il se prononce contre un assaut frontal, en concluant que les ouvrages confédérés sont trop solides et qu'une telle attaque décimerait son armée. La région environnante est fortement boisée et Crook l'utilise comme couverture pour déplacer ses brigades autour du flanc droit confédéré.
Crook commence la bataille avec un barrage d'artillerie, puis place sa brigade de virginiens-occidentaux inexpérimentés sous les ordres du colonel Carr B. White. Les deux autres brigades de Crook, sous les ordres du colonel Horatio G. Sickel et du colonel Rutherford B. Hayes, futur président, doivent lancer un assaut frontal dès que les virginiens-occidentaux sont engagés. Servant en tant que commandant sous Hayes, on retrouve un autre futur président des États-Unis, William McKinley. La brigade de White, à son premier combat, avance à moins de 20 mètres avant que les lourdes pertes subies sur sa position exposée la force à reculer. Crook, se déplaçant avec la brigade de l'Ohio de Hayes, doit mettre pied à terre et monter la pente à pied en raison de sa raideur. Toujours vêtu de ses bottes de jack, il s'enfonce dans un petit ruisseau que les troupes traversent et ses bottes se remplissent d'eau. À proximité, les soldats se précipitent en arrière et l'extraient.
La brigade de Hayes est le fer de lance de l'assaut principal, autour de 11 heures, Les troupes ouvrent leur chemin parmi les ouvrages confédérés et un combat sévère au corps à corps s'engage. Les étincelles des mousquets allument un incendie de l'épais manteau de feuilles qui jonchent le sol, et de nombreux hommes des brigades de Sickel et de Hayes sont cloués au sol et brûlent vifs. Les brigades commencent à reculer, lorsque Crook envoie deux régiments frais sur le front de Hayes. Les virginiens-occidentaux avancent finalement contre l'artillerie et submergent les servants. Les troupes de l'Ohio commencent maintenant à submerger le centre confédéré. Jenkins essaie désespérément de déplacer des troupes sur les zones menacées, mais il tombe mortellement blessé et est capturé. Son second, John McCausland, prend le commandement et mène un combat d'arrière-garde alors qu'il retire ses troupes.
La bataille de Cloyd's Mountain s'est déroulée sur la Back Creek Farm. La ferme a servi d'hôpital et de quartier général pour le général de l'Union George Crook.

## Conséquences
La bataille de Cloyd's Mountain est courte et n'implique que peu de troupes, mais comprend certains des plus sévères et des plus sauvages combats de toute la guerre. L'engagement dure un peu plus d'une heure, avec beaucoup de combats au corps à corps. Les pertes sont élevées pour le petit nombre de soldats impliqués. Crook perd 688 hommes, à peu près 10 % de sa force. Les confédérés perdent moins d'hommes — 538 — mais qui représentent 23 % du total de leur force. La bataille est considérée comme une victoire de l'Union parce que Crook peut poursuivre et détruire le chemin de fer de Virginie et du Tennessee à Dublin en Virginie, et Averell est également en mesure de détruire plusieurs ponts de chemin de fer le long de la même ligne, coupant l'une des dernières lignes de vie vitales de la Confédération et sa seule liaison ferroviaire avec l'est du Tennessee. Le lendemain de la bataille, le reste des troupes confédérées défendent en vain un pont de chemin de fer à proximité de la New River. Dans la mêlée, un soldat qui refuse de se mettre à couvert jusqu'à ce que le colonel Hayes ne le fasse est mortellement blessé. Tout en subissant les premiers soins, le soldat se révèle être une femme.

## Ordre de bataille

### Union

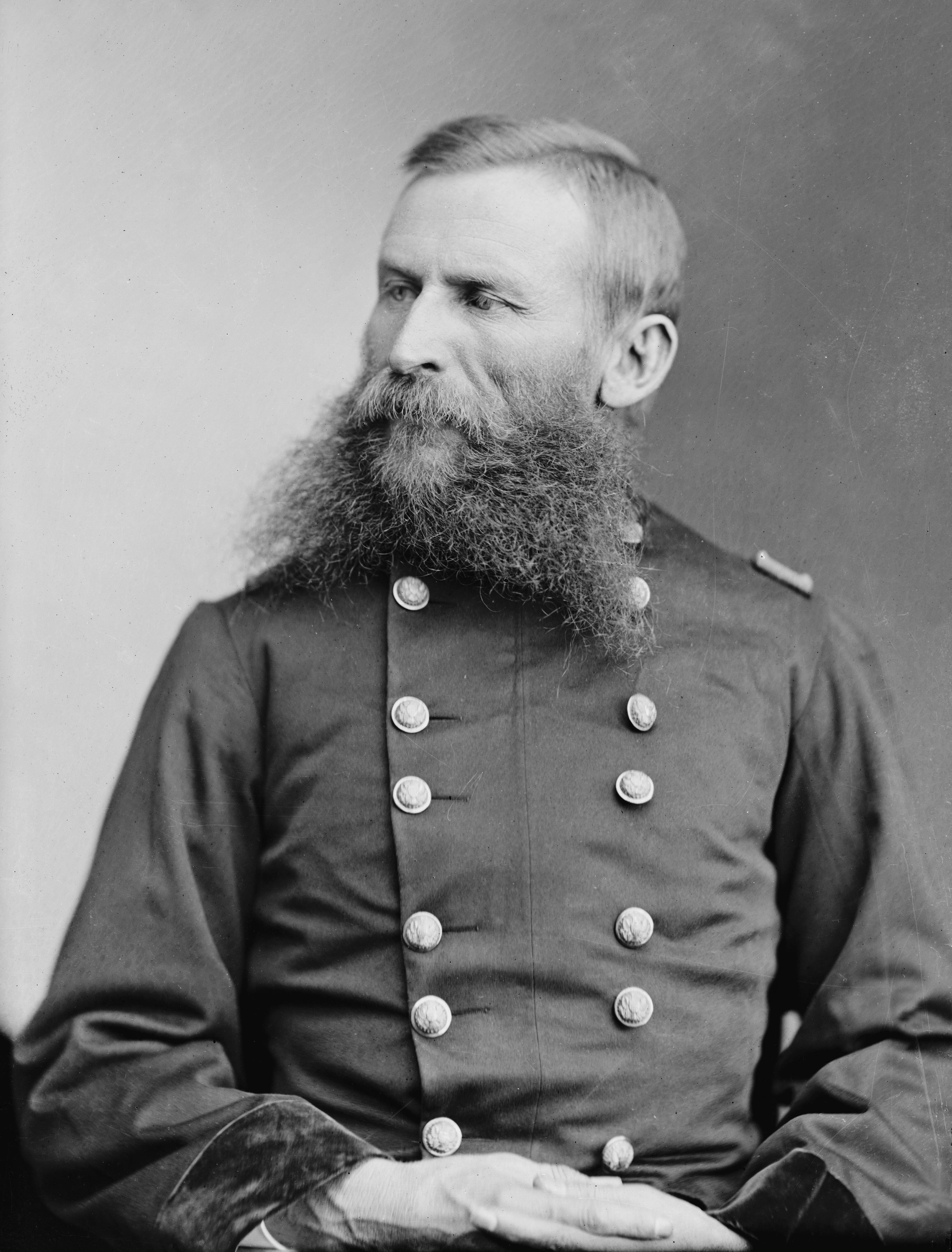
Le général George Crook.

Division de la Kanawha - Brigadier général George Crook
- 1st Brigade — Col. Rutherford B. Hayes
  - 23rd Ohio Infantry - Lt. Col. James M. Comly
  - 36th Ohio Infantry - Col. Hiram F. Devol
  - Détachement, 34th Ohio Infantry - (attaché au 36th Ohio)
  - 5th West Virginia Cavalry (Démonté) - Colonel Abais A. Tomlinson
  - 6th West Virginia Cavalry (Démonté)
- 2nd Brigade - Col. Carr B. White
  - 12th Ohio Infantry - Col. Jonathan D. Hines
  - 91st Ohio Infantry - Col. John A. Turley
  - 9th West Virginia Infantry - Col. Isaac H. Duval
  - 14th West Virginia Infantry - Col. Daniel D. Johnson
- 3rd Brigade - Col. Horatio G. Sickel
  - 3rd Pennsylvania Reserve Regiment - Capt. Jacob Lenhart
  - 4th Pennsylvania Reserve Regiment — Colonel Richard H. Woolworth (tué)
  - 11th West Virginia - Col. Daniel Frost
  - 15th West Virginia - Lt. Col. Thomas Morris
- Artillerie — Capt. James R. McMillin
  - 1st Ohio Battery — Lieut. G.P. Kirtland
  - 1st Kentucky Battery — Capt. David W. Glassie

### Confédéré

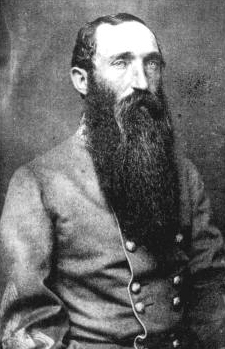
Le général Albert G. Jenkins.

Département du sud-ouest de la Virginie - brigadier général Albert G. Jenkins (mortellement blessé et capturé); John McCausland
- 4th Brigade - Col. John McCausland
  - 45th Virginia Infantry - Col. W.H. Browne
  - 60th Virginia Infantry - Col. B.H. Jones
  - 36th Virginia Infantry - Lt. Col. Thomas Smith  (b) Maj. William E. Fife

400 démontés 10th Kentucky Cavalry (Diamond's)(May's)
- - 45th Virginia Infantry Battalion - Lt. Col. H.M. Beckley
- Home Guards
- Artillery - Capt. T.A. Bryan (wounded)
- Botetourt (Va.) Artillerie - Capt. H.C. Douthat
- Bryan's (Va.) Batterie - Lieut. G.A. Fowlkes
- Ringgold (Va.) Batterie - Capt. Crispin Dickenson
- Brigade de Morgan - Brig. Gen. John Hunt Morgan (la brigade arrive tardivement et ne prend part qu'à la retraite)
- 5th Kentucky Cavalry - Col. D. Howard Smith